# Liste der Meerstrand-, Spülsaum-, Dünen- und Salzwiesengesellschaften (mit Ausnahme der Vegetationstypen auf Grau- und Braundünen) in Deutschland
Die Liste der Meerstrand-, Spülsaum-, Dünen- und Salzwiesengesellschaften (mit Ausnahme der Vegetationstypen auf Grau- und Braundünen) in Deutschland wurde der Roten Liste gefährdeter Pflanzengesellschaften Deutschlands (Rennwald 2000) entnommen, die alle in Deutschland vorkommenden Pflanzengesellschaften enthält.
Es wurde dabei nur die Pflanzenformation VI = Meerstrand-, Spülsaum-, Dünen- und Salzwiesengesellschaften (mit Ausnahme der Vegetationstypen auf Grau- und Braundünen) berücksichtigt.
Diese Formation hat acht Klassen:
- Queller-Gesellschaften - Thero-Salicornietea (S. Pignatti 1953) Tx. in Tx. et Oberd. 1958
- Meersenf-Spülsaum- und Tangwall-Gesellschaften - Cakiletea maritimae Tx. et Preising ex Br.-Bl. et Tx. 1952
- Strandroggen-Gesellschaften - Honckenyo-Elymetea Tx. 1966
- Schlickgras-Gesellschaften - Spartinetea maritimae Tx. in Beeftink 1962
- Strandhafer-Dünengesellschaften - Ammophiletea Br.-Bl. et Tx. ex Westhoff et al. 1946
- Meerstrandbinsen-Gesellschaften der Salzwiesen - Juncetea maritimi Tx. et Oberd. 1958
- Strand-Mastkraut-Gesellschaften - Saginetea maritimae Westhoff et al. 1962
- Meerfenchel-Widerstoß-Gesellschaften - Crithmo-Staticetea Br.-Bl. in Br.-Bl. et al. 1952

Die Liste wurde in diese Klassen unterteilt.
Zu jeder Pflanzengesellschaft ist ein Bild, ihre Ordnung, ihr Verband, ihr synsystematischer Rang, ihr deutscher Name, ihr wissenschaftlicher Name und ihr Gefährdungsgrad (Spalte: G) in jeweils einer Spalte angegeben.
Rang:
- FOR = Formation
- KLA = Klasse
- ORD = Ordnung
- VRB = Verband
- ASS = Assoziation

Gefährdungsgrad:
- 0 = Ausgestorben oder verschollen
- 1 = Vom Aussterben bedroht
- 2 = Stark gefährdet
- 3 = Gefährdet
- G = Gefährdung anzunehmen
- R = Extrem selten
- V = Zurückgehend, Art der Vorwarnliste
- * = derzeit nicht gefährdet
- D = Daten zu Verbreitung und Gefährdung ungenügend[3]

Die Pflanzengesellschaften in dieser Liste sollten nur auf Artikel über die gesamte jeweilige Pflanzengesellschaft verlinkt werden, nicht auf einzelne Vertreter der Pflanzengesellschaft.

## Queller-Gesellschaften
| Bild | Ordnung                | Verband                | Rang | Deutscher Name                         | wissenschaftlicher Name                                    | G |
| ---- | ---------------------- | ---------------------- | ---- | -------------------------------------- | ---------------------------------------------------------- | - |
|      | Queller-Gesellschaften |                        | ORD  | Queller-Gesellschaften                 | Thero-Salicornietalia europaeae Pignatti 1953              |   |
|      | Queller-Gesellschaften | Queller-Gesellschaften | VRB  | Queller-Gesellschaften                 | Thero-Salicornion strictae Br.-Bl. 1933                    |   |
|      | Queller-Gesellschaften | Queller-Gesellschaften | ASS  | Schlickwattqueller-Gesellschaft        | Salicornietum strictae Christiansen ex Tx. 1974            | * |
|      | Queller-Gesellschaften | Queller-Gesellschaften | ASS  | Gesellschaft des Reichästigen Quellers | Salicornietum ramosissimae Christiansen 1955               | 3 |
|      | Queller-Gesellschaften | Queller-Gesellschaften | ASS  | Sandwattqueller-Gesellschaft           | Salicornietum decumbentis (König 1960) Schwabe et Tx. 1974 | 3 |
|      | Queller-Gesellschaften | Queller-Gesellschaften | ASS  | Strandsoden-Gesellschaft               | Suaedetum maritimae (Conard 1935) Pignatti 1953            | 3 |
|      | Queller-Gesellschaften | Queller-Gesellschaften | ASS  | Dornmelden-Gesellschaft                | Suaedo-Bassietum hirsutae Br.-Bl. 1928                     | 2 |

## Meersenf-Spülsaum- und Tangwall-Gesellschaften
| Bild | Ordnung                                        | Verband                     | Rang | Deutscher Name                                 | wissenschaftlicher Name                         | G |
| ---- | ---------------------------------------------- | --------------------------- | ---- | ---------------------------------------------- | ----------------------------------------------- | - |
|      | Meersenf-Spülsaum- und Tangwall-Gesellschaften |                             | ORD  | Meersenf-Spülsaum- und Tangwall-Gesellschaften | Cakiletalia maritimae Tx. in Oberd. (1949) 1950 |   |
|      | Meersenf-Spülsaum- und Tangwall-Gesellschaften | Strandmelden-Gesellschaften | VRB  | Strandmelden-Gesellschaften                    | Atriplicion littoralis Nordhagen 1940           |   |
|      | Meersenf-Spülsaum- und Tangwall-Gesellschaften | Strandmelden-Gesellschaften | ASS  | Meersenf-Gesellschaft                          | Cakiletum maritimae Nordhagen 1940              | 3 |
|      | Meersenf-Spülsaum- und Tangwall-Gesellschaften | Strandmelden-Gesellschaften | ASS  | Strandknöterich-Gesellschaft                   | Polygonetum raii Nordhagen 1940                 | 1 |
|      | Meersenf-Spülsaum- und Tangwall-Gesellschaften | Strandmelden-Gesellschaften | ASS  | Salzmieren-Kahlmelden-Gesellschaft             | Honckenyo-Atriplicetum glabriusculae Hadac 1949 | 2 |
|      | Meersenf-Spülsaum- und Tangwall-Gesellschaften | Strandmelden-Gesellschaften | ASS  | Strandmelden-Gesellschaft                      | Atriplicetum littoralis Feekes 1936             | * |

## Strandroggen-Gesellschaften
| Bild | Ordnung                     | Verband                       | Rang | Deutscher Name                          | wissenschaftlicher Name                        | G |
| ---- | --------------------------- | ----------------------------- | ---- | --------------------------------------- | ---------------------------------------------- | - |
|      |                             |                               | ASS  | Salzmieren-Gesellschaft                 | Honckenya peploides-Gesellschaft               | * |
|      | Strandroggen-Gesellschaften |                               | ORD  | Strandroggen-Gesellschaften             | Honckenyo-Elymetalia Tx. 1966                  |   |
|      | Strandroggen-Gesellschaften | Quecken-Ampfer-Gesellschaften | VRB  | Quecken-Ampfer-Gesellschaften           | Agropyro-Rumicion Nordhagen 1940               |   |
|      | Strandroggen-Gesellschaften | Quecken-Ampfer-Gesellschaften | ASS  | Meerkohl-Gesellschaft                   | Crambeetum maritimae (Eklund 1932) Eigner 1973 | 2 |
|      | Strandroggen-Gesellschaften | Quecken-Ampfer-Gesellschaften | ASS  | Gesellschaft der Wilden Runkelrübe      | Beta maritima-Gesellschaft                     | R |
|      | Strandroggen-Gesellschaften | Quecken-Ampfer-Gesellschaften | ASS  | Strandquecken-Rasen                     | Agropyretum arenosi Nordhagen 1940             | * |
|      | Strandroggen-Gesellschaften | Quecken-Ampfer-Gesellschaften | ASS  | Salzmieren-Spitzquecken-Gesellschaft    | Elymus x acutus-Gesellschaft                   | D |
|      | Strandroggen-Gesellschaften | Quecken-Ampfer-Gesellschaften | ASS  | Gesellschaft der Breitblättrigen Kresse | Lepidium latifolium-Gesellschaft               | D |

## Schlickgras-Gesellschaften
| Bild | Ordnung                    | Verband                    | Rang | Deutscher Name             | wissenschaftlicher Name             | G |
| ---- | -------------------------- | -------------------------- | ---- | -------------------------- | ----------------------------------- | - |
|      | Schlickgras-Gesellschaften |                            | ORD  | Schlickgras-Gesellschaften | Spartinetalia maritimae Conard 1935 |   |
|      | Schlickgras-Gesellschaften | Schlickgras-Gesellschaften | VRB  | Schlickgras-Gesellschaften | Spartinion maritimae Conard 1952    |   |
|      | Schlickgras-Gesellschaften | Schlickgras-Gesellschaften | ASS  | Schlickgras-Gesellschaft   | Spartinetum anglicae Corillion 1953 | * |

## Strandhafer-Dünengesellschaften
| Bild | Ordnung                         | Verband                         | Rang | Deutscher Name                  | wissenschaftlicher Name                           | G |
| ---- | ------------------------------- | ------------------------------- | ---- | ------------------------------- | ------------------------------------------------- | - |
|      | Strandhafer-Dünengesellschaften |                                 | ORD  | Strandhafer-Dünengesellschaften | Ammophiletalia Br.-Bl. 1933                       |   |
|      | Strandhafer-Dünengesellschaften | Strandhafer-Dünengesellschaften | VRB  | Strandhafer-Dünengesellschaften | Ammophilion Br.-Bl. 1933                          |   |
|      | Strandhafer-Dünengesellschaften | Strandhafer-Dünengesellschaften | ASS  | Binsenquecken-Rasen             | Elymo-Agropyretum juncei Br.-Bl. et De Leeuw 1936 | * |
|      | Strandhafer-Dünengesellschaften | Strandhafer-Dünengesellschaften | ASS  | Strandroggen-Strandhafer-Rasen  | Elymo-Ammophiletum Br.-Bl. et De Leeuw 1936       | * |

## Meerstrandbinsen-Gesellschaften der Salzwiesen
| Bild | Ordnung                                | Verband                           | Rang | Deutscher Name                                  | wissenschaftlicher Name                                       | G |
| ---- | -------------------------------------- | --------------------------------- | ---- | ----------------------------------------------- | ------------------------------------------------------------- | - |
|      | Milchkraut-Salzschwaden-Gesellschaften |                                   | ORD  | Milchkraut-Salzschwaden-Gesellschaften          | Glauco-Puccinellietalia Beeftink et Westhoff in Beeftink 1965 |   |
|      | Milchkraut-Salzschwaden-Gesellschaften | Andelrasen-Gesellschaften         | VRB  | Andelrasen-Gesellschaften                       | Puccinellion maritimae Christiansen 1927                      |   |
|      | Milchkraut-Salzschwaden-Gesellschaften | Andelrasen-Gesellschaften         | ASS  | Andel-Rasen                                     | Puccinellietum maritimae Christiansen 1927                    | * |
|      | Milchkraut-Salzschwaden-Gesellschaften | Andelrasen-Gesellschaften         | ASS  | Strandsalzmelden-Gesellschaft                   | Halimionetum portulacoidis Kuhnholtz-Lordat 1927              | 3 |
|      | Milchkraut-Salzschwaden-Gesellschaften | Andelrasen-Gesellschaften         | ASS  | Schuppenmieren-Salzschwaden-Rasen               | Spergulario-Puccinellietum distantis Feekes (1934) 1943       | D |
|      | Milchkraut-Salzschwaden-Gesellschaften | Andelrasen-Gesellschaften         | ASS  | Gesellschaft des Zurückgekrümmten Salzschwadens | Puccinellietum retroflexae (Almquist 1929) Beeftink 1965      | D |
|      | Milchkraut-Salzschwaden-Gesellschaften | Strandgrasnelken-Gesellschaften   | VRB  | Strandgrasnelken-Gesellschaften                 | Armerion maritimae Br.-Bl. et De Leeuw 1936                   |   |
|      | Milchkraut-Salzschwaden-Gesellschaften | Strandgrasnelken-Gesellschaften   | ASS  | Strandgrasnelken-Gesellschaft                   | Armerion maritimae-Basalgesellschaft                          | * |
|      | Milchkraut-Salzschwaden-Gesellschaften | Strandgrasnelken-Gesellschaften   | ASS  | Boddenbinsen-Rasen                              | Juncetum gerardii Nordhagen 1923 nom. conserv. propos.        | * |
|      | Milchkraut-Salzschwaden-Gesellschaften | Strandgrasnelken-Gesellschaften   | ASS  | Strandbeifuß-Gesellschaft                       | Artemisietum maritimae Br.-Bl. et De Leeuw 1936               | * |
|      | Milchkraut-Salzschwaden-Gesellschaften | Strandgrasnelken-Gesellschaften   | ASS  | Quellried-Rasen                                 | Blysmetum rufi G.E. et G. Du Rietz 1925 nom. conserv. propos. | 2 |
|      | Milchkraut-Salzschwaden-Gesellschaften | Strandgrasnelken-Gesellschaften   | ASS  | Wasserfenchel-Meerstrandbinsen-Rasen            | Oenantho-Juncetum maritimi Tx. 1937                           | 3 |
|      | Milchkraut-Salzschwaden-Gesellschaften | Strandgrasnelken-Gesellschaften   | ASS  | Dünenquecken-Rasen                              | Agropyretum littoralis Br.-Bl. et De Leeuw 1936               | * |
|      | Milchkraut-Salzschwaden-Gesellschaften | Strandsimsen-Brackwasserröhrichte | VRB  | Strandsimsen-Brackwasserröhrichte               | Scirpion maritimi Dahl et Hadac 1941                          |   |
|      | Milchkraut-Salzschwaden-Gesellschaften | Strandsimsen-Brackwasserröhrichte | ASS  | Strandsimsen-Brackwasserröhricht                | Bolboschoenetum maritimi Van Langendonck 1931                 | * |
|      | Milchkraut-Salzschwaden-Gesellschaften | Strandsimsen-Brackwasserröhrichte | ASS  | Gesellschaft der Einspelzigen Sumpfbinse        | Eleocharitetum uniglumis Almquist 1929 nom. conserv. propos.  | * |

## Strandmastkraut-Gesellschaften
| Bild | Ordnung                        | Verband                        | Rang | Deutscher Name                               | wissenschaftlicher Name                                   | G |
| ---- | ------------------------------ | ------------------------------ | ---- | -------------------------------------------- | --------------------------------------------------------- | - |
|      | Strandmastkraut-Gesellschaften |                                | ORD  | Strandmastkraut-Gesellschaften               | Saginetalia maritimae Westhoff et al. 1962                |   |
|      | Strandmastkraut-Gesellschaften | Strandmastkraut-Gesellschaften | VRB  | Strandmastkraut-Gesellschaften               | Saginion maritimae Westhoff et al. 1962                   |   |
|      | Strandmastkraut-Gesellschaften | Strandmastkraut-Gesellschaften | ASS  | Gesellschaft des Dänischen Löffelkrautes     | Sagino-Cochlearietum danicae Tx. et Gillner in Tx. 1957   | * |
|      | Strandmastkraut-Gesellschaften | Strandmastkraut-Gesellschaften | ASS  | Gesellschaft des Strand-Tausendgüldenkrautes | Centaurio litoralis-Saginetum nodosae Diémont et al. 1940 | 3 |

## Meerfenchel-Widerstoß-Gesellschaften
| Bild | Ordnung                              | Verband                              | Rang | Deutscher Name                       | wissenschaftlicher Name                     | G |
| ---- | ------------------------------------ | ------------------------------------ | ---- | ------------------------------------ | ------------------------------------------- | - |
|      | Meerfenchel-Widerstoß-Gesellschaften |                                      | ORD  | Meerfenchel-Widerstoß-Gesellschaften | Crithmo-Limonietalia Br.-Bl. 1942           |   |
|      | Meerfenchel-Widerstoß-Gesellschaften | Meerfenchel-Widerstoß-Gesellschaften | VRB  | Meerfenchel-Widerstoß-Gesellschaften | Crithmo-Limonion Molinier 1934              |   |
|      | Meerfenchel-Widerstoß-Gesellschaften | Meerfenchel-Widerstoß-Gesellschaften | ASS  | Gemüsekohl-Gesellschaft              | Cardario-Brassicetum oleraceae Walbrun 1986 | * |